# 시린다리 카툰
시린다리 카툰(Шилийндалай, 중국어:失怜答里; 병음 : Shīliándálǐ, ? ~ 1299년)는 몽골 원나라의 세 번째 황후로, 옹기라트씨족 출신이며 성종 테무르 칸의 정비이다. 시호는 정자정의황후(贞慈静懿皇后)이다. 라시드 웃딘과 바사프는 태자 테이슈를 낳은 것은 불루간 카툰을 지목한다. 일설에는 그녀가 성종 테무르 칸의 태자 테이슈를 낳은 것으로 되어 있으나, 후대의 다기 카툰의 조작이라는 설이 있다.

## 생애
정확한 생년월일은 미상이다. 그는 차브이 카툰, 남부이 카툰과 같은 옹기라트의 일족이다. 시린다리는 칭기즈 칸의 측근이자 첫 부인 보르테 카툰의 친정아버지 데이 세첸의 4대손으로, 그녀의 아버지는 알티 노얀의 손자이자 나친 쿠레겐의 아들이며, 쿠빌라이 카안의 제3계비 남부이 카툰의 형제인 오로친이었다.
시린다리의 어린시절 행적에 대해서는 기록에 등장하지 않는다. 그의 용모와 성격에 대한 기록도 문헌에 등장하지 않는다.
일본의 사학자 우노 노부히로는 테무르가 시린다리과 결혼 한 것도 인척으로 유력한 데이 세첸 가문과 혼인관계를 형성하여 제위 계승 다툼에서 우위에 선다는 목적이 있었던 것으로 보인다고 보았다. 그가 언제 테무르와 혼인했는지는 알려진 것이 없다.
원사 114권 열전과 원나라 사서에 의하면 그는 성종 테무르 칸과의 사이에서 아들 테이슈를 낳았다. 그러나 테이슈의 출생일과 시린다리의 사망시점이 차이가 있는데, 원나라 사서에는 테이슈를 시린다리의 아들로 기록하였다. 리사드 웃딘의 집사에 의하면 시린다리가 테이슈의 생모가 아니고, 불루간이 테이슈를 낳았다고 한다. 일본의 사학자 우노 노부히로는 아유와르바다와 퀼리크 칸 카이산의 어머니 다기에 의해 조작된 것으로 보고, 테무르의 아들을 낳은 것은 불루간이라 주장한다. 원사와 원사연의에 1299년 10월에 시린다리가 황후로 책봉되었다고 기록되어 있다.
그러나 원사 106권의 후비표에는 시린다리 원비 옹기라트씨, 일찍 훙하다. 지대원년(원 무종 원년) 추존시호 정자정의황후이고, 성종묘에 배향했다.(失憐答里元妃弘吉剌氏 早薨 至大元年追尊諡曰貞慈静懿皇后 配享成廟)라는 기록과 원사 174권 제사편에 대덕 11년 무종 즉위.....(이하 중략)..... 선비를 황후로 추존하고 성종실에 부묘했다(大徳十一年 武宗即位.....(이하 중략).....追尊先元妃為皇后、祔成宗室)고 기록되어 있어, 1299년에 시린다리가 황후로 책봉되었다는 원사 114권 열전의 기록과 서로 모순된다.
원나라말 명나라초의 작가 도종의(陶宗儀)가 1366년에 쓴 남촌철정록(南村輟耕録) 혹은 철정록(輟耕録)에 의하면 테이슈 태자는 불루간 대카툰의 소생이라 한다. 페르시아계 사서로 라시드 웃딘의 집사와 와사프의 와사프 역사에는 바야우트부 출신 불루간 대카툰이 테이슈 태자의 생모라고 기록되었다.
1299년 시린다리는 사망하고, 테무르 칸은 재혼하지 않고 자신의 후궁이던 불루간 대카툰을 정비로 승격시켰다. 1307년 무종에 의해 성종묘에 배향되었다. 1310년 10월 혹은 1307년 6월 30일 정자정의황후(贞慈静懿皇后)의 시호가 추서되었다.